# 徐澤醇
徐澤醇（1787年—1858年），字梅橋，號樂天翁。漢軍正藍旗人，清朝政治人物。進士出身。

## 生平
嘉慶二十五年（1820年）庚辰科三甲進士，榜名英魁。道光十二年（1832年）授官吏部主事。歷升員外郎、郎中。道光十九年（1839年）外放四川重慶府知府，累擢山西河東道、江南河庫道。道光二十五年（1845年）升湖南按察使。道光二十七年（1847年）升山東布政使，次年升山東巡撫。道光二十九年（1849年）署河東河道總督，不久實授四川總督。咸豐二年（1852年），進京任禮部尚書，次年贊署戶部尚書。咸豐八年（1858年）卒官，赐祭葬。諡恭勤。《國史列傳》有传。

## 家庭
- 子徐桐，官至體仁閣大學士，清末著名保守派大臣。
- 族亲工部左侍郎徐绩。其子西安将军徐锟。

## 外部連結
- 徐澤醇 （页面存档备份，存于） 中研院史語所

| 官衔          | 官衔                                                                                | 官衔        |
| ------------- | ----------------------------------------------------------------------------------- | ----------- |
| 前任： 何汝霖 | 禮部漢尚書 咸豐二年十二月辛巳－咸豐八年十一月己卯 （1853年1月14日－1858年12月12日） | 繼任： 朱嶟 |